# Ácido piroleñoso
El Ácido piroleñoso, también llamado vinagre de madera, es un líquido producido durante la destilación seca de la madera.

## Componentes químicos
Sus principales componentes son el ácido acético y el metanol. Ha sido utilizado como fuente comercial de ácido acético.

## Historia
El ácido piroleñoso (acetum lignorum) fue investigado por el químico alemán Johann Rudolph Glauber. Este ácido se consumía como sustituto del vinagre. También se aplicaba por vía tópica para tratar heridas, úlceras y otras dolencias. Se puede obtener una sal mediante la neutralización del ácido con una lejía obtenida de las cenizas de la madera quemada.